# Top Wing
Top Wing é uma série de animação em computadorizada canadense criada por Matthew Fernandes, e produzida pela Industrial Brothers e pelo 9 Story Media Group e Nickelodeon Productions. Ele estreou na Nickelodeon nos Estados Unidos em 6 de novembro de 2017 e estreou na Treehouse no Canadá em 6 de janeiro de 2018. No Reino Unido, as vozes do elenco principal são dubladas por dubladores britânicos, substituindo as vozes canadenses originais.
Em 22 de maio de 2018, foi anunciado que a série será renovada para uma segunda temporada pela Nickelodeon, que estreou em 1 de março de 2019.
A partir de setembro de 2019, novos episódios foram transferidos para o canal Nick Jr.

## Exibição noBrasil
Em 5 de maio de 2018, estreou no Brasil no canal Nick Jr. e Nickelodeon, foi dublada pelo estúdio Centauro. Em 12 de outubro de 2019 foi exibida no SBT, no programa infantil Sábado Animado e depois exibida em 16 de dezembro de 2019 até 2020 pela TV Cultura.

## Descrição
Acontecendo na Ilha Big Swirl, uma ilha habitada por pássaros, Top Wing segue quatro jovens pássaros ansiosos - Swift, Penny, Brody e Rod - que trabalham juntos na Top Wing Academy como novos cadetes para ganhar suas asas, ajudando a comunidade. Com a ajuda do mentor Speedy, os cadetes assumem diferentes missões por suas habilidades de resgate e também ajudam os necessitados, enquanto aprendem lições importantes.

## Personagens
Personagens principais
- Swift é um gaio-azul, que é o líder do Team Top Wing e realmente ótimo em voar alto no céu. Sua cor exclusiva é laranja e seu veículo é o jato Zip Flash.
- Penny é uma pinguim, especialista em vida submarina em seu submarino e a única cadete do sexo feminino. Sua cor de assinatura é rosa e seu veículo é o submarino Aqua Runner.
- Brody é um papagaio-do-mar que adora voar com as ondas, repetidamente. Sua cor exclusiva é verde e seu veículo é o barco Splash Diver.
- Rod é um galo que está pronto para dirigir pela ilha com seu veículo todo-o-terreno. Ele também é o cadete de alívio cômico. Sua cor de assinatura é vermelha e seu veículo é a motocicleta Rooster Booster.
- Speedy ajuda os cadetes do Top Wing. Ele é o instrutor do craque. Ele pilota o HQ Command Flyer.
- Bea é a chefe de mecânica feminina que ajuda na HQ com Speedy.
- Chirp e Cheep são dois filhotes.

Personagens recorrentes
- Rhonda é a proprietária do The Lemon Shack.
- Oscar é um polvo azul.
- Farmer Treegoat é uma cabra de árvore.
- Sammy Monkey é um macaquinho.
- Shirley Squirrley é um esquilo voador.
- Timmy Turtle é uma jovem tartaruga que é filho de Honu e é o líder dos Junior Cadets.
- Honu Turtle é a mãe de Timmy e trabalha como maestro do Turtle Train.
- Dina é um jovem rinoceronte.
- Brownbear é a professora do aluno.
- Commodore Herky J. Smurkturkski III é um anunciador da Turquia.
- The Turkskis são os três filhotinhos do Commodore Herky J. Smurkturkski III.
- Tina Treegoat é uma cabra jovem que é filha de Grady e é uma das cadetes juniores.
- Grady Treegoat é o pai de Tina.
- Ward Beaver é o pai de Wally.
- June Beaver é a mãe de Wally.
- Wally Beaver é um jovem castor que é June e filho de Ward e é um dos cadetes juniores.
- Anyu é um jovem urso polar que faz amizade com Penny e é uma das Junior Cadets.
- Yuka é irmão de Anyu.
- Mr. Polar Bear é o pai de Anyu e Yuka.
- Salty Seawalrus é o amigo da morsa de Penny.
- T é um dos amigos de Brody.
- Shelly é uma das amigas de Brody.
- Reg Goosling é o pai de Ryan.
- Ryan Goosling é o filho de Reg e Mama Goosling.
- Mama Goosling é a mãe de Ryan.

## Resumo
| Temporada | Temporada | Episódios | Data da transmissão original | Data da transmissão original |
| Temporada | Temporada | Episódios | Estreia                      | Final                        |
| --------- | --------- | --------- | ---------------------------- | ---------------------------- |
|           | 1         | 26        | 6 de novembro de 2017        | 21 de dezembro de 2018       |
|           | 2         | 26        | 1 de março de 2019           | 2 de julho de 2020           |

## Episódios

### 1ª Temporada (2017–2018)
| Nº       | Nº           | Título                                                                     | Diretor     | Escritor                         | Data da transmissão                                               | Código de produção |
| Na série | Na temporada | Título                                                                     | Diretor     | Escritor                         | Data da transmissão                                               | Código de produção |
| -------- | ------------ | -------------------------------------------------------------------------- | ----------- | -------------------------------- | ----------------------------------------------------------------- | ------------------ |
| 1        | 1            | "Time to Earn Our Wings" "Hora de Honrar Nossas Asas"                      | Bill Speers | Scott Kraft                      | 6 de novembro de 2017 5 de janeiro de 2018 25 de novembro de 2018 | 101                |
| 2a       | 2a           | "Rod Cock-a-doodle Didn't" "A Cocori-Cantoria de Rod"                      | Bill Speers | Scott Albert                     | 7 de novembro de 2017                                             | 105                |
| 2b       | 2b           | "Goose on The Loose" "Os Gansos Desaparecidos"                             | Bill Speers | Anita Kapila                     | 6 de novembro de 2017 5 de janeiro de 2018                        | 105                |
| 3a       | 3a           | "Lemon Pirates" "Tesouro de Limões"                                        | Bill Speers | Scott Albert                     | 10 de novembro de 2017                                            | 104                |
| 3b       | 3b           | "Treasure Map Mission" "Missão Mapa do Tesouro"                            | Bill Speers | Brian Hartigan                   | 10 de novembro de 2017                                            | 104                |
| 4a       | 4a           | "Rod's Beary Brave Save" "O Resgate Corajoso de Rod"                       | Bill Speers | Brian Hartigan                   | 13 de novembro de 2017                                            | 104                |
| 4b       | 4b           | "Race Through Danger Canyon" "Corrida Pelo Cânion do Perigo"               | Bill Speers | Scott Albert                     | 13 de novembro de 2017                                            | 104                |
| 5a       | 5a           | "Lunch Box Rescue" "O Resgate da Lancheira"                                | Bill Speers | Aaron Barnett                    | 16 de novembro de 2017                                            | 106                |
| 5b       | 5b           | "Winging It" "Arrasando"                                                   | Bill Speers | Nicole Demerse                   | 16 de novembro de 2017                                            | 106                |
| 6a       | 6a           | "Penny's Polar Bear Rescue" "Penny Resgata um Urso Polar"                  | Bill Speers | Nicole Demerse                   | 15 de dezembro de 2017                                            | 103                |
| 6b       | 6b           | "Shirley Squirrely Flies Away" "O Voo de Shirley Esquilo"                  | Bill Speers | Nicole Demerse and Anita Kapila  | 15 de dezembro de 2017                                            | 103                |
| 7a       | 7a           | "The Great Flash Wing Rescue" "O Grande Resgate da Flash Wing"             | Bill Speers | Brian Hartigan                   | 2 de janeiro de 2018                                              | 103                |
| 7b       | 7b           | "Turtle Train Rescue" "O Resgate do Trem-Tartaruga"                        | Bill Speers | Brian Hartigan                   | 2 de janeiro de 2018                                              | 103                |
| 8a       | 8a           | "Chicks on the Loose" "Pintinhos à Solta"                                  | Bill Speers | Aaron Barnett                    | 4 de janeiro de 2018                                              | 103                |
| 8b       | 8b           | "Rod's Dream of Flying" "Rod Sonha em Voar"                                | Bill Speers | Scott Albert                     | 4 de janeiro de 2018                                              | 103                |
| 9a       | 9a           | "Penny's Deep Sea Dive" "Penny Mergulha Fundo"                             | Bill Speers | Anita Kapila                     | 15 de janeiro de 2018                                             | 108                |
| 9b       | 9b           | "Rod's Big Jump" "O Grande Salto de Rod"                                   | Bill Speers | Scott Albert                     | 15 de janeiro de 2018                                             | 108                |
| 10a      | 10a          | "Beaver Dam Rescue" "O Resgate da Represa dos Castores"                    | Bill Speers | Aaron Barnett                    | 13 de fevereiro de 2018                                           | 110                |
| 10b      | 10b          | "The Great Goat-Cart Race" "A Corrida de Carrinhos de Bodes"               | Bill Speers | Scott Albert                     | 13 de fevereiro de 2018                                           | 110                |
| 11a      | 11a          | "The Banana Bandits" "Os Bandidos de Bananas"                              | Bill Speers | James Backshall and Jeff Sweeney | 15 de fevereiro de 2018                                           | 111                |
| 11b      | 11b          | "Shirley's Rocket Adventure" "A Aventura de Foguete da Shirley"            | Bill Speers | Scott Albert                     | 15 de fevereiro de 2018                                           | 111                |
| 12a      | 12a          | "A Turtlely Awesome Adventure" "Uma Aventura Tartarugamente Maneira"       | Bill Speers | Scott Albert                     | 27 de fevereiro de 2018                                           | 113                |
| 12b      | 12b          | "Brody Goes Home" "Brody Vai Pra Casa"                                     | Bill Speers | James Backshall and Jeff Sweeney | 27 de fevereiro de 2018                                           | 113                |
| 13a      | 13a          | "Top Wing's Eggcellent Rescue" "O Maravilhovo Resgate da Top Wing"         | Bill Speers | Scott Albert                     | 1 de março de 2018                                                | 112                |
| 13b      | 13b          | "The Great Pearl-A-Palooza Caper" "O Grande Furto da Pérola Palooza"       | Bill Speers | Scott Albert                     | 1 de março de 2018                                                | 112                |
| 14a      | 14a          | "Birthday Bandits!" "A Gangue do Aniversário"                              | Bill Speers | Dave Dias                        | 28 de março de 2018                                               | 114                |
| 14b      | 14b          | "The Mystery of the Haunted Cave" "O Mistério da Cabana Assombrada"        | Bill Speers | Scott Kraft                      | 23 de março de 2018                                               | 114                |
| 15a      | 15a          | "Cap'n Dilly's Dance Party" "A Festa de Aniversário do Capitão Dilly"      | Bill Speers | Scott Albert                     | 23 de abril de 2018                                               | 112                |
| 15b      | 15b          | "Top Wing Dream Team" "A Equipe Top Wing Perfeita"                         | Bill Speers | Scott Albert                     | 23 de abril de 2018                                               | 112                |
| 16a      | 16a          | "Rod and Brody's Jungle Adventure" "A Aventura de Rod e Brody na Floresta" | Bill Speers | James Backshall and Jeff Sweeney | 25 de abril de 2018                                               | 115                |
| 16b      | 16b          | "Cadet for a Day" "Cadete Por um Dia"                                      | Bill Speers | Aaron Barnett                    | 25 de abril de 2018                                               | 115                |
| 17a      | 17a          | "Penny Rescues the Treasure" "Penny Resgata o Tesouro"                     | Bill Speers | Scott Albert                     | 25 de maio de 2018                                                | 115                |
| 17b      | 17b          | "Penny Rocks the Road Wing" "Penny Arrebenta na Road Wing"                 | Bill Speers | Scott Albert                     | 25 de maio de 2018                                                | 115                |
| 18a      | 18a          | "Shirley's Sleepover Adventure" "Shirley Dorme Fora de Casa"               | Bill Speers | Brian Hartigan                   | 5 de junho de 2018                                                | 119                |
| 18b      | 18b          | "A Little Off Track" "A Corrida"                                           | Bill Speers | Scott Albert                     | 5 de junho de 2018                                                | 119                |
| 19a      | 19a          | "Surfin' the Cave" "Surfando na Caverna"                                   | Bill Speers | Evan Thaler Hickey               | 7 de junho de 2018                                                | 118                |
| 19b      | 19b          | "Top Wing Rescues the Lemon Shack" "O Resgate da Cabana do Limão"          | Bill Speers | Evan Thaler Hickey               | 7 de junho de 2018                                                | 118                |
| 20a      | 20a          | "Baddy Up to No Good" "Baddy Tenta Ser Bonzinho"                           | Bill Speers | Evan Thaler Hickey               | 3 de agosto de 2018                                               | 121                |
| 20b      | 20b          | "Rooster Brewster" "Galinho Brewster"                                      | Bill Speers | Brian Hartigan                   | 3 de agosto de 2018                                               | 121                |
| 21a      | 21a          | "Bea's Day Off" "A Folga da Bea"                                           | Bill Speers | Scott Albert                     | 24 de setembro de 2018                                            | 123                |
| 21b      | 21b          | "Top Wing Big Swirl Games" "As Olimpíadas da Ilha"                         | Bill Speers | Meghan Reed                      | 25 de setembro de 2018                                            | 123                |
| 22a      | 22a          | "Flying Banana Bandits!" "A Gangue da Banana Voadora"                      | Bill Speers | James Backshall and Jeff Sweeney | 26 de setembro de 2018                                            | 126                |
| 22b      | 22b          | "Penny's Chillin' Playdate" "Os Amiguinhos da Penny"                       | Bill Speers | Scott Albert                     | 27 de setembro de 2018                                            | 126                |
| 23a      | 23a          | "Junior Cadets Rescue" "Cadetes Mirins ao Resgate"                         | Bill Speers | Scott Albert                     | 26 de outubro de 2018                                             | 125                |
| 23b      | 23b          | "Sunken Treasure Race" "Corrida Pelo Tesouro Pirata"                       | Bill Speers | Brian Hartigan                   | 26 de outubro de 2018                                             | 125                |
| 24a      | 24a          | "Turtle Train Clean Up" "Hora de Limpar a Ilha"                            | Bill Speers | Dave Dias                        | 29 de outubro de 2018                                             | 120                |
| 24b      | 24b          | "Anyu's Friendship Party" "Festa de Amizade da Anyu"                       | Bill Speers | James Backshall & Jeff Sweeney   | 30 de outubro de 2018                                             | 120                |
| 25a      | 25a          | "Penny Rescues the Aqua Wing" "Penny Resgata a Aqua Wing"                  | Bill Speers | James Backshall & Jeff Sweeney   | 31 de outubro de 2018                                             | 120                |
| 25b      | 25b          | "Bananas Away" "Peguem a Banana!"                                          | Bill Speers | Meghan Read                      | 1 de novembro de 2018                                             | 122                |
| 26a      | 26a          | "Top Wing Rescues Survivor Bear" "Top Wing Resgata o Urso Sobrevivente"    | Bill Speers | James Backshall and Jeff Sweeney | 21 de dezembro de 2018                                            | 124                |
| 26b      | 26b          | "Timmy Wings It" "Timmy Salva o Dia"                                       | Bill Speers | Scott Albert                     | 21 de dezembro de 2018                                            | 124                |

### 2ª Temporada (2019–2020)
| Nº       | Nº           | Título                                                                                               | Diretor     | Escritor           | Data da transmissão     | Código de produção |
| Na série | Na temporada | Título                                                                                               | Diretor     | Escritor           | Data da transmissão     | Código de produção |
| -------- | ------------ | --- | ----------- | ------------------ | ----------------------- | ------------------ |
| 27a      | 1a           | "Cheep, Chirp and The Pirate Treasure" "Cheep, Chirp e o Tesouro Pirata"                             | Bill Speers | Jeff Sweeney       | 1 de março de 2019      | 201                |
| 27b      | 1b           | "Rod's Family Popcorn Party" "A Festa da Pipoca da Família do Rod"                                   | Bill Speers | Meghan Read        | 1 de março de 2019      | 201                |
| 28       | 2            | "Top Wing Rescues the Academy" "Top Wing Salva a Academia"                                           | Bill Speers | Scott Albert       | 15 de março de 2019     | 202                |
| 29a      | 3a           | "Top Wing Sting" "Operação Secreta Top Wing"                                                         | Bill Speers | Brian Hartigan     | 29 de março de 2019     | 203                |
| 29b      | 3b           | "Big Banana Break-In" "A Grande Confusão com Bananas"                                                | Bill Speers | Amy Benham         | 1 de março de 2019      | 105                |
| 30a      | 4a           | "Top Wing Spring Fling" "Super Festa de Primavera"                                                   | Bill Speers | James R. Backshall | 12 de abril de 2019     | 204                |
| 30b      | 4b           | "Dancing Daffodil Rescue" "O Resgate dos Narcisos Dançantes"                                         | Bill Speers | Scott Albert       | 12 de abril de 2019     | 204                |
| 31a      | 5a           | "Penny Rescues Survivor Bear" "Penny Resgata o Ursobrevivente"                                       | Bill Speers | James R. Backshall | 6 de maio de 2019       | 205                |
| 31b      | 5b           | "Penny's Jungle Adventure" "A Aventura de Penny na Selva"                                            | Bill Speers | Scott Albert       | 6 de maio de 2019       | 205                |
| 32a      | 6a           | "Trouble With Treegoats" "Um Problema Com os Bodes"                                                  | Bill Speers | Scott Albert       | 8 de maio de 2019       | 206                |
| 32b      | 6b           | "Rhonda's Rockin' Family Reunion" "A Reunião de Família Dançante da Rhonda"                          | Bill Speers | Scott Albert       | 9 de maio de 2019       | 206                |
| 33a      | 7a           | "Shirley's Nutty Vacation" "O Dia Fora do Comum de Shirley"                                          | Bill Speers | Scott Albert       | 31 de maio de 2019      | 207                |
| 33b      | 7b           | "Amazing Action Rescue" "Um Resgate Com Ação"                                                        | Bill Speers | Jennifer Daley     | 31 de maio de 2019      | 207                |
| 34a      | 8a           | "Swift's Family Flying Ace" "Voando Com a Família do Swift"                                          | Bill Speers | Jeff Sweeney       | 7 de setembro de 2019   | 208                |
| 34b      | 8b           | "Timmy's Pirate Adventure" "A Aventura Pirata do Timmy"                                              | Bill Speers | Elize Morgan       | 7 de setembro de 2019   | 208                |
| 35a      | 9a           | "Big Swirl Beach Watch" "Um Guarda Vidas na Ilha Big Swirl"                                          | Bill Speers | Jeff Sweeney       | 28 de setembro de 2019  | 209                |
| 35b      | 9b           | "Survivor Bear's Adventure Tour" "Um Passeio Com o Ursobrevivente"                                   | Bill Speers | James Backshall    | 28 de setembro de 2019  | 209                |
| 36a      | 10a          | "The Haunting of Pirate Cove "A Caçada na Enseada do Pirata"                                         | Bill Speers | Brian Hartigan     | 12 de outubro de 2019   | 216                |
| 36b      | 10b          | "Penny and Bea Rescue Team" "Equipe de Resgate de Penny e Bea"                                       | Bill Speers | Jennifer Daley     | 12 de outubro de 2019   | 216                |
| 37       | 11           | "Top Wing Levels Up" "Top Wing Sobe de Nível"                                                        | Bill Speers | Brian Hartigan     | 30 de novembro de 2019  | 210                |
| 38       | 12           | "A Top Wing Christmas" "Um Natal Top Wing"                                                           | Bill Speers | Brian Hartigan     | 7 de dezembro de 2019   | 217                |
| 39a      | 13a          | "Gone Gondola Gone" "Gondola Desgovernado"                                                           | Bill Speers | Dan Vebber         | 21 de dezembro de 2019  | 215                |
| 39b      | 13b          | "Hasselhawg Swim Lesson" "Aula de Natação Com Um Leitão"                                             | Bill Speers | Danny Smith        | 21 de dezembro de 2019  | 215                |
| 40a      | 14a          | "Arrrgh Me Stuffies" "Arrrgh Minhas Pelúcias"                                                        | Bill Speers | ASA                | 21 de dezembro de 2019  | 215                |
| 40b      | 14b          | "Earl the Squirrel" "Earl, o Esquilo Traquitana"                                                     | Bill Speers | Danny Smith        | 11 de janeiro de 2020   | 211                |
| 41a      | 15a          | "Inspector Eagle Eye Returns" "O Retorno do Inspetor Olho de Águia"                                  | Bill Speers | ASA                | 2 de fevereiro de 2020  | 212                |
| 41b      | 15b          | "Lemon Shack Hi Jack" "O Sequestro da Cabana do Limão"                                               | Bill Speers | Elijah Wesley Ham  | 2 de fevereiro de 2020  | 212                |
| 42a      | 16a          | "Ker-Splash Canyon Tour" "Passeio no Cânion do Splash"                                               | Bill Speers | ASA                | 14 de fevereiro de 2020 | 213                |
| 42b      | 16b          | "Big Swirl 500"                                                                                      | Bill Speers | ASA                | 14 de fevereiro de 2020 | 213                |
| 43a      | 17a          | "Big Swirl Blackout" "Apagão na Big Swirl"                                                           | Bill Speers | ASA                | ASA                     | 214                |
| 43b      | 17b          | "Brenda's Gift" "O Presente da Brenda"                                                               | Bill Speers | ASA                | ASA                     | 214                |
| 44a      | 18a          | "The Big Swirl Balloon Race" "A Corrida de Balões"                                                   | Bill Speers | ASA                | ASA                     | 218                |
| 44b      | 18b          | "Kelp is on the Way" "Os Biscoitos de Algas"                                                         | Bill Speers | ASA                | ASA                     | 218                |
| 45       | 19           | "Top Wing Rescues Ker-Splash Canyon" "O Parque Aquático e os Dodôs"                                  | Bill Speers | James R. Backshall | ASA                     | 219                |
| 46a      | 20a          | "Brody's Flying Lesson" "Brody Aprende a Pilotar"                                                    | Bill Speers | ASA                | ASA                     | 220                |
| 46b      | 20b          | "Brody's Purple Pearl Rescue" "O Resgate da Pérola Roxa"                                             | Bill Speers | ASA                | ASA                     | 220                |
| 47a      | 21a          | "Pirate Playzone" "Parque Aquático Pirata"                                                           | Bill Speers | ASA                | 24 de junho de 2020     | 221                |
| 47b      | 21b          | "King of the Dodos" "Rei dos Dodôs"                                                                  | Bill Speers | ASA                | 24 de junho de 2020     | 221                |
| 48a      | 22a          | "Waterfall Jump" "Salto na Cachoeira"                                                                | Bill Speers | ASA                | 25 de junho de 2020     | 222                |
| 48b      | 22b          | "Top Wing Tour Guides" "Guias Turísticos Top Wing"                                                   | Bill Speers | ASA                | 25 de junho de 2020     | 222                |
| 49a      | 23a          | "Survivor Bear and the Secret of Ker-Splash Canyon" "Ursobrevivente e o Segredo do Cânion do Splash" | Bill Speers | Scott Albert       | 29 de junho de 2020     | 223                |
| 49b      | 23b          | "Great Ker-Splash Race" "Grande Corrida do Cânion do Splash"                                         | Bill Speers | Jennifer Daley     | 29 de junho de 2020     | 223                |
| 50a      | 24a          | "Earl's Nutty Invention" "A Invenção Maluca de Earl"                                                 | Bill Speers | Jeff Sweeny        | 30 de junho de 2020     | 224                |
| 50b      | 24b          | "Big Swirl Break-Up" "A Separação da Big Swirl"                                                      | Bill Speers | Dave Dias          | 30 de junho de 2020     | 224                |
| 51a      | 25a          | "Dodo Egg Scramble" "O Resgate dos Ovos Dodô"                                                        | Bill Speers | Brian Hartigan     | 1 de julho de 2020      | 225                |
| 51b      | 25b          | "Trini's Trintastic Big Swirl Tour" "O Passeio Trini-tástico de Trini na Big Swirl"                  | Bill Speers | James R. Backshall | 1 de julho de 2020      | 225                |
| 52a      | 26a          | "Baddy and the Bad Wings" "Baddy e a Bad Wings"                                                      | Bill Speers | Brian Hartigan     | 2 de julho de 2020      | 226                |
| 52b      | 26b          | "Cheep and Chirp Splashy Surf Show" "Aquashow de Cheep e Chirp"                                      | Bill Speers | James R. Backshall | 2 de julho de 2020      | 226                |